# 웨이백 머신
웨이백 머신(Wayback Machine)은 인터넷 아카이브가 만든 디지털 타임캡슐이다. 알렉사 인터넷의 콘텐츠와 함께 유지되고 있다. "3차원 인덱스"라고 불리는 이 아카이브에서 사용자는 시간을 초월해 보존된 웹 페이지를 볼 수 있다.
보존한 웹페이지는 저장된지 6~12개월 이후에 공개된다. 저장하는 주기가 다르기 때문이다. 모든 업데이트에 웹사이트를 추적해 기록하는 것은 아니지만 몇 주 간격으로 저장한다.

## 역사
인터넷 아카이브의 설립자 브루스터 케일과 브루스 길리엇(Bruce Gilliat)은 웹사이트의 내용이 변화나 종료로 인해 사라지는 것을 해결하고자 2001년 10월 24일 웨이백 머신을 런칭하였다.

## 성장
| Wayback Machine by Year | Pages Archived                      |
| ----------------------- | ----------------------------------- |
| 2004                    | 30,000,000,000(0-100B : Light blue) |
| 2005                    | 40,000,000,000                      |
| 2008                    | 85,000,000,000                      |
| 2012                    | 150,000,000,000(100B-450B : Yellow) |
| 2013                    | 373,000,000,000                     |
| 2014                    | 400,000,000,000                     |
| 2015                    | 452,000,000,000(450B-600B : Orange) |
| 2016                    | 459,000,000,000                     |
| 2017                    | 279,000,000,000                     |
| 2018                    | 310,000,000,000                     |
| 2019                    | 345,000,000,000                     |
| 2020                    | 405,000,000,000                     |
| 2021                    | 514,000,000,000                     |
| 2022                    | 640,000,000,000(600B- : Red)        |
| 2024                    | 866,000,000,000                     |

## 사용 방법
- http://web.archive.org
- http://archive.org/web
- http://web.archive.org/save

위 주소 중 하나에 아카이브할 주소를 넣는다.
스마트폰에서 아카이브할 경우 PC 버전 페이지 주소를 넣어도 자동으로 모바일 버전 페이지가 아카이브 된다. 스마트폰에서 PC 버전 페이지로 저장하려고 할 경우 크롬 등 웹 브라우저에서 "데스크톱 사이트(Desktop site)" 모드로 해야한다.
"데스크톱 사이트" 모드일 경우 디시인사이드 갤러리처럼 모바일 주소를 넣어도 자동으로 PC 버전으로 저장되는 사이트도 있지만, 인벤처럼 모바일 주소를 넣으면 모바일 버전으로 저장하는 사이트도 있다. 스마트폰에서도 확실히 PC 버전으로 저장하고 싶으면 "데스크톱 사이트" 모드에 PC 버전 주소를 넣는 게 낫다.

## 같이 보기
- archive.today
- 아카이브
- 인터넷 아카이브
- 깨진 링크
- 틀:깨진 링크